# Гавриловский сельсовет (Лотошинский район)
Гавриловский сельсовет — упразднённая административно-территориальная единица, существовавшая на территории Московской губернии и Московской области до 1939 года.
Гавриловский сельсовет был образован в первые годы советской власти. По данным 1922 года он числился в составе Лотошинской волости Волоколамского уезда Московской губернии
В 1924 году Гавриловский с/с был преобразован в Кругловский сельсовет, но уже в 1925 году он снова стал Гавриловским.
По данным 1926 года в состав сельсовета входили 2 населённых пункта — Гаврилово и Круглово.
В 1929 году Гавриловский с/с был отнесён к Лотошинскому району Московского округа Московской области.
17 июля 1939 года Гавриловский с/с был упразднён. При этом селение Гаврилово было передано в Новошинский с/с, а Круглово — в Звановский с/с.